# اتاق نخل کلبی خان
اتاق نخل کلبی خان مربوط به دوره قاجار است و در دزفول، محله میاندره، کوچه مینا، جنب کوچه مرجان واقع شده و این اثر در تاریخ ۱۷ اسفند ۱۳۸۱ با شمارهٔ ثبت ۷۸۷۵ به‌عنوان یکی از آثار ملی ایران به ثبت رسیده است.